# Graham Turner
Graham Turner, född 5 oktober 1947 i Ellesmere Port, är en engelsk fotbollstränare och före detta spelare.
Turner hade en karriär som mittback i Wrexham, Chester City och Shrewsbury Town. Han spelade även juniorlandskamper för England. Säsongen 1978/79 blev han spelande tränare i Shrewsbury och ledde laget till seger i division tre. Sommaren 1984 lämnade han klubben för att ta över som tränare i Aston Villa, men uteblivna framgångar gjorde att han fick sparken efter drygt två år. Turner blev tränare i Wolverhampton Wanderers, som då låg i division fyra och befann sig i ekonomisk kris. Under hans första säsong nådde laget en kvalplats men lyckades inte ta sig upp i division tre. Följande säsong, 1987/88, vann Wolves serien och ett år senare förde Turner upp laget i division två. Han lämnade klubben i mars 1994 och inför säsongen 1995/96 tog han över i Hereford United i division tre.
Under hans första säsong i Hereford tog laget en kvalplats efter att ha klättrat från nittonde till sjätte plats i tabellen, men i semifinalen av kvalet till division två blev det förlust. Säsongen efter åkte laget ur ligan och Turner lämnade in sin avskedsansökan. Klubben ville dock behålla honom och han valde att stanna kvar. Hereford hade stora skulder vilket gjorde att man var tvungna att sälja spelare. Efter en svag start på säsongen 2001/02 valde han att kliva ner från tränarposten för att koncentrera sig på att säkra klubbens ekonomi. Efter att laget slutat på sjuttonde plats ville Turner återigen lämna klubben, men efter diskussioner med klubbledningen stannade han kvar. Han byggde ett nytt lag som kom på andra plats i Conference National tre år i rad. De två första gångerna misslyckades man i kvalet, men tredje gången (2005/06) besegrade man Halifax Town och gick upp i Football League.
Sommaren 2010 återvände Graham Turner till Shrewsbury Town FC och skrev på ett tre års kontrakt som huvudtränare för med option för ytterligare ett år. 